# 산멧박쥐
산멧박쥐(Nyctalus montanus)는 애기박쥐과 멧박쥐속에 속하는 박쥐이다. 아프가니스탄과 인도, 파키스탄 그리고 네팔에서 발견된다.

## 특징
작은 박쥐로 몸길이가 70mm이고 전완장은 42.9~43mm이다. 꼬리 길이는 43mm, 귀 길이는 14mm이다.